# Famille Marmora
Pour les articles homonymes, voir Marmora.
 (août 2024).
La famille Marmora ou Marmera est une famille patricienne de Venise.

## Historique
La famille pourrait avoir être issue des Comnène.
Ils produisirent des tribuns antiques. 
Ils furent agréés à la noblesse vénitienne en 1304, à son retour d'Acre.
La famille s'éteint par un Andrea, présidant la guilde des tissus d'or en 1416.

## Armes

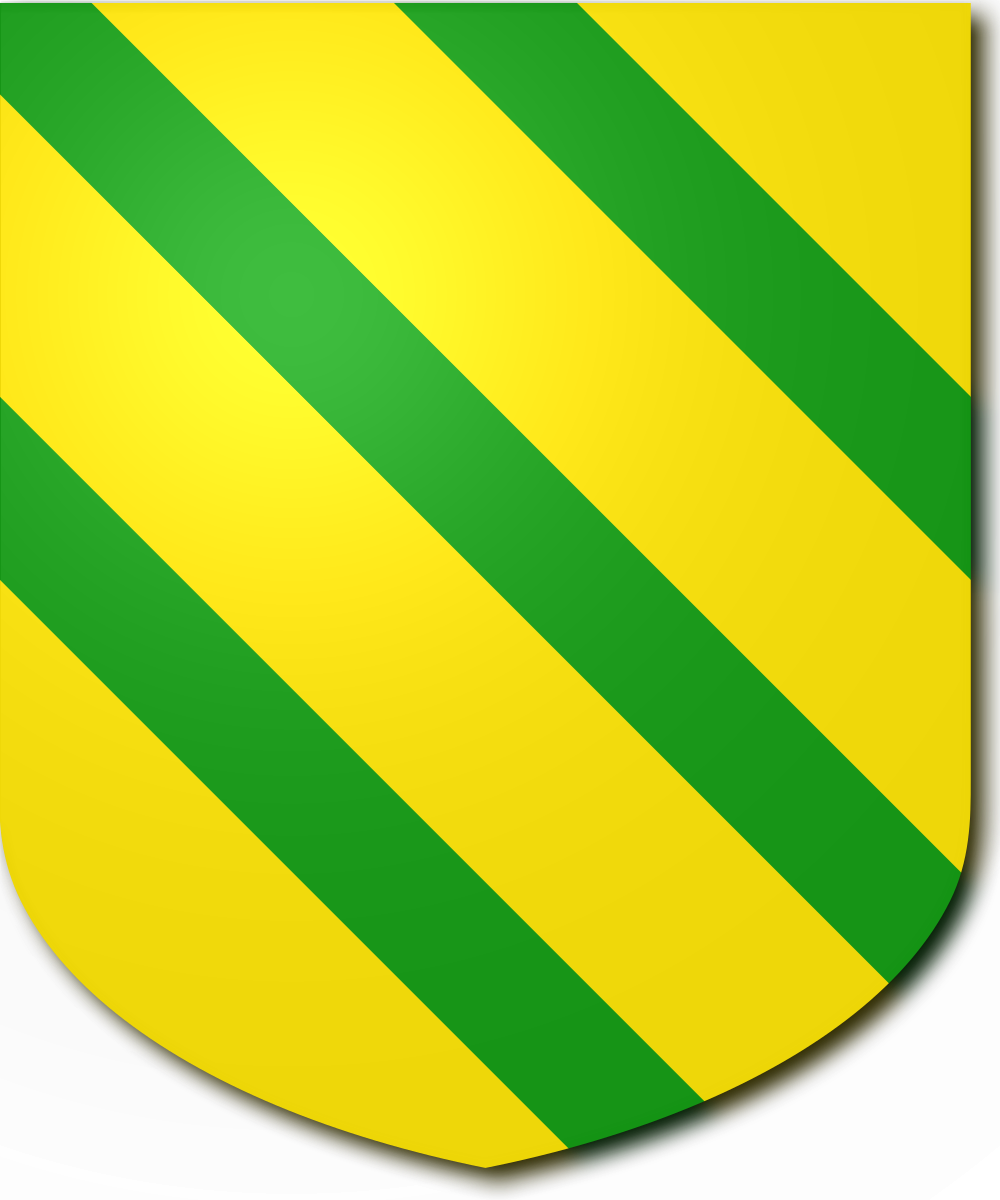
Les armes des Marmora

Les armes des Marmora se blasonnent ainsi : d'or à trois bandes de sinople.